# Luis Amaranto Perea
Luis Amaranto Perea Mosquera (Turbo, 30 de enero de 1979) es un exfutbolista y entrenador colombiano nacionalizado español.  Dirigió al Cadete C de las divisiones inferiores del Atlético de Madrid y también al Itagüí Leones de Colombia. Jugaba como defensa central, su retiro se produjo en 2015. Fue el jugador extranjero que más partidos disputó con la camiseta de Atlético de Madrid hasta que fue superado por Diego Godín. A lo largo de los ocho años que pasó en el club rojiblanco jugó 314 partidos, llegó a ser el segundo capitán del equipo y conquistaría dos Europa Leagues en 2010 y 2012 y una Supercopa de Europa en 2010. Junto a Pablo Ibáñez, formó una pareja de centrales recordada en su época.
Antes de llegar al Atlético de Madrid jugó en el Deportivo Independiente Medellín con el que conquistó un Torneo Finalización en 2002 y en Boca Juniors donde también ganó la Copa Intercontinental en 2003. Sus últimos años a alto nivel los pasó en el Cruz Azul donde ganó la Liga de Campeones de la Concacaf en 2014.
Fue internacional con la selección de fútbol de Colombia, donde también llegó a ser el capitán en varios partidos, y disputó la Copa América en 2007 y 2011.

## Trayectoria como jugador

### Inicios
Sus inicios en el mundo del balón fueron duros pues se vio obligado a compaginar el fútbol con otras actividades profesionales para salir adelante. En la Liga colombiana inició su carrera en el Independiente Medellín, donde jugó tres años y fue campeón en el Torneo Finalización 2002.

### Boca Juniors
En la temporada 2003-04 se marchó a jugar al Boca Juniors de la Primera División de Argentina. Con este equipo consiguió el Torneo Apertura 2003 de la Liga Argentina y la Copa Intercontinental.
Durante esa misma temporada disputó un partido amistoso en el Estadio Vicente Calderón que hizo que los técnicos del Atlético de Madrid se fijaran en él. Al finalizar la temporada los dos clubes llegaron a un acuerdo y Perea fichó por el club madrileño.

### Atlético de Madrid

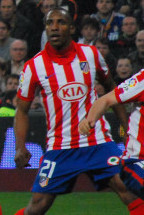
Perea se convirtió en un símbolo del Atlético de Madrid en los últimos años.

El 28 de agosto de 2004 debutó con el Atlético de Madrid en la Primera División de España en la victoria dos a cero ante el Málaga. Desde el día de su debut hasta su salida en 2012 Perea pasó ocho temporadas en el club vistiendo la camiseta rojiblanca en más de trescientas ocasiones.
Durante el verano de 2007 el Atlético de Madrid disputó una de las once finales a doble partido de la Copa Intertoto, competición a la que se había clasificado la temporada anterior al acabar en séptima posición en Liga. Perea disputó la final y ganó su primer título europeo. Durante ese mismo verano se nacionalizó español dejando de ocupar plaza de extranjero.
Tuvieron que pasar casi tres años más para que Perea levantara otro título. El 12 de mayo de 2010 Perea disputó la final de la Europa League, competición a la que había accedido el club tras su eliminación de la Liga de Campeones, ganando por 2 goles a 1 al Fulham. Unos meses después, al comienzo de la temporada siguiente, volvió a ganar y ser titular en otra final. El Atlético de Madrid se proclamó campeón de la Supercopa de Europa al imponerse en la final al Inter de Milán, campeón de la Champions League, por dos goles a cero.
En la última temporada que pasó en el club rojiblanco, Perea fue elegido segundo capitán, por detrás de Antonio López. Además, el 25 de septiembre de 2011, en el partido correspondiente a la sexta jornada de Liga, Perea igualó los 288 partidos jugados por Jorge Griffa y posteriormente aumentó esta cifra hasta los 314 partidos convirtiéndose en el extranjero que más partidos ha jugado en la historia del Atlético de Madrid. El 5 de mayo de 2012, en el último partido de la temporada en el Estadio Vicente Calderón recibió, al igual que Antonio López, la insignia de oro y brillantes por parte del club y una camiseta con el número de partidos disputados con el equipo ya que su contrato finalizaba el 30 de junio de ese año y no se iba a producir su renovación. Durante el partido ante el Málaga, cuando Adrián anotó el dos a uno que dio la vuelta al marcador, corrió a la banda para dedicarles el gol enseñando las camisetas de ambos.
Antes de abandonar el club Perea tuvo tiempo de ganar una segunda Europa League. El 5 de mayo de 2012 se disputó la final en la que su club venció por tres a cero al Athletic Club aunque Perea no llegó a entrar en la convocatoria para el partido.

### Cruz Azul
El 14 de junio de 2012 se anunció su fichaje por el Cruz Azul. El debut con su nuevo club se produjo el 21 de julio en el empate a cero ante el Morelia correspondiente al Torneo Apertura. Con el club mexicano consiguió su primer gol como profesional: el 4 de enero de 2013 anotó ante el Morelia el empate a dos de un partido que finalizó empate a tres.
El 4 de abril de 2013 debutó en la Copa México en el empate a uno ante el América clasificándose para la final. En dicha final que se disputó el 11 de abril de 2013, Perea fue titular y disputó el partido completo para ayudar a conseguir el empate a cero que a la postre, y gracias a la tanda de penaltis hizo alzarse al Cruz Azul como campeón del torneo.
En su última temporada disputó su primer partido de la Liga de Campeones de la Concacaf el 25 de septiembre de 2013. Perea fue titular en la victoria por tres a cero frente al Valencia de Haití. En dicha competición el Cruz Azul se clasificó para disputar la final contra el también mexicano Toluca. El partido de ida terminó con empate a cero y el de vuelta con empate a uno. De esta manera el Cruz Azul se proclamó campeón gracias al valor doble de los goles marcados fuera de casa. Perea solo disputó los veinte últimos minutos del partido de vuelta.
Estos minutos fueron los últimos de su carrera. Una lesión le mantuvo apartado del fútbol toda la temporada 2014-15 y aunque intentó recuperarse en las instalaciones del Celaya FC y el Querétaro, tras haber rescindido su contrato con Cruz Azul, finalmente tuvo que anunciar su retirada.
Cruz Azul fue el único equipo en el que pudo marcar anotaciones durante su larga carrera, sumando un total de 5 tantos.

## Trayectoria como entrenador

### Atlético de Madrid Cadete "C"
Sus primeros pasos en la dirección técnica los dio cuando dirigió ocho meses al Atlético de Madrid Cadete "C" en 2018.

### Itagüí Leones
A finales de agosto de 2018 se confirmó como nuevo entrenador de Itagüí Leones de la Categoría Primera A de Colombia. El equipo se encontraba en el fondo de la tabla, su primer partido dirigido fue el 9 de septiembre en condición de visitante ante el DIM con resultado 1-1. Leones no pudo mantenerse y descendió a la B. En 2019 la directiva del club confió en su proyecto para el ascenso, el 19 de febrero lograría su primera victoria como entrenador al derrotar 4-2 a Atlético FC en la Primera B 2019, en el todos contra todos el equipo de Amaranto se clasificó a cuadrangulares en la séptima posición con 24 puntos. El 28 de mayo  la directiva informó que al finalizar el semestre Luis no seguiría por "motivos de carácter personal". Itagüí Leones al final no logró el objetivo de regresar a la primera división. Amaranto dejaría definitivamente el cargo 2 de junio de 2019.

### Atlético Junior
Desde enero de 2020 trabajó como asistente técnico de Julio Comesaña en el Junior de Barranquilla. El 14 de septiembre fue nombrado técnico encargado tras la renuncia del veterano entrenador uruguayo.  El equipo rojiblanco se quedó en fase de grupos de Copa Libertadores y se terminaría metiendo a Copa Sudamericana 2020. El 13 de diciembre Junior fue eliminado en semifinales del Campeonato Colombiano 2020 tras perder 1-2 ante América de Cali en Barranquilla el encuentro de vuelta. El 16 de diciembre Junior le ganó 0-1 a Coquimbo Unido pero la derrota de la ida 1-2 hizo que resultara eliminado en cuartos de final de Copa Sudamericana 2020.
El 17 de diciembre fue confirmado como entrenador del club por un año más, hasta diciembre de 2021. En el comienzo de temporada el 13 de enero, Junior terminó eliminado de  la Copa Colombia 2020 tras perder 2-1 con Independiente Medellín en cuartos de final. El 16 de enero, Junior venció 1-0 a Independiente Medellín en la primera fecha del Torneo Apertura 2021. En el Torneo Apertura 2021 cayó en semifinales tras perder 2-0 ante Millonarios, finalizando un global 5-3 que dejó varios expulsados entre los dos contrincantes. El 21 de julio en el enésimo fracaso, Junior cayó eliminado en octavos de la Copa Sudamericana 2021 tras vencer 0-1 a Libertad, en la ida perdió 3-4 como local. Por los pálidos resultados Amaranto fue destituido de su cargo en agosto de 2021.

## Selección nacional
Fue internacional con la selección de fútbol de Colombia en 74 ocasiones. Su debut como internacional se produjo el 20 de noviembre de 2002, en la derrota 0-1 con Honduras Amistoso jugado en San Pedro Sula. Desde ese partido se convirtió en fijo en las convocatorias de la Selección colombiana durante las eliminatorias para Alemania 2006, para Sudáfrica 2010 y para Brasil 2014, quedando por fuera de la nómina que jugó el mundial de Brasil por una lesión en abril de 2014. Llevó el brazalete de capitán en varias ocasiones.

### Copa América 2007
Perea jugó su primera Copa América durante el verano de 2007. Disputó los tres encuentros que jugó su selección pues con dos derrotas ante Argentina y Paraguay, y una victoria ante Estados Unidos cayó eliminada en la primera fase.

### Copa América 2011
El 6 de junio de 2011 fue convocado por el técnico Hernán Darío Gómez para jugar en la Copa América 2011 que se realizó en Argentina.
En esta edición de la Copa América, la selección cafetera pasó como primera de grupo a cuartos de final. El partido de cuartos enfrentó a las selecciones de Colombia y Perú; que tras unos intensos 90 minutos, concluyó en la prórroga, perdiendo el conjunto colombiano por 0-2. Perea fue titular y jugó todos los partidos completos.

#### Participaciones enEliminatorias al Mundial
| Eliminatoria                            | Sede del Mundial       | Posición               | Resultado   | PJ | GA | Asis |
| --------------------------------------- | ---------------------- | ---------------------- | ----------- | -- | -- | ---- |
| Eliminatorias Mundial de Alemania 2006  | Alemania               | 6°lugar 24pts          | Eliminado   | 12 | 0  | 0    |
| Eliminatorias Mundial de Sudáfrica 2010 | Sudáfrica              | 7°lugar 23pts          | Eliminado   | 8  | 0  | 0    |
| Eliminatorias Mundial de Brasil 2014    | Brasil                 | 2°lugar 30pts          | Clasificado | 12 | 0  | 0    |
| Total en Eliminatorias                  | Total en Eliminatorias | Total en Eliminatorias | 1/3         | 32 | 0  | 0    |

#### Participaciones enCopas América
| Torneo                 | Sede                   | Resultado              | PJ | GA | Asis |
| ---------------------- | ---------------------- | ---------------------- | -- | -- | ---- |
| Copa América 2007      | Venezuela              | Fase de grupos         | 2  | 0  | 0    |
| Copa América 2011      | Argentina              | Cuartos de final       | 4  | 0  | 0    |
| Total en Copas América | Total en Copas América | Total en Copas América | 6  | 0  | 0    |

#### Participaciones enCopas Oro
| Torneo           | Sede                    | Resultado        | PJ | GA | Asis |
| ---------------- | ----------------------- | ---------------- | -- | -- | ---- |
| Copa de Oro 2003 | Estados Unidos y México | Cuartos de final | 3  | 0  | 0    |

## Estadísticas como jugador

### Clubes
- Actualizado el 18 octubre de 2014:[25]

| Club | Div           | Temporada     | Liga  | Liga  | Copas nacionales(1) | Copas nacionales(1) | Torneos internacionales(2) | Torneos internacionales(2) | Total | Total | Media goleadora |
| Club | Div           | Temporada     | Part. | Goles | Part.               | Goles               | Part.                      | Goles                      | Part. | Goles | Media goleadora |
| --- | ------------- | ------------- | ----- | ----- | ------------------- | ------------------- | -------------------------- | -------------------------- | ----- | ----- | --------------- |
| Independiente Medellín · Colombia |               |               |       |       |                     |                     |                            |                            |       |       |                 |
| 1.ª | 2000          | 18            | 0     | -     | -                   | -                   | -                          | 18                         | 0     | 0     |                 |
| 1.ª | 2001          | 45            | 0     | -     | -                   | -                   | -                          | 45                         | 0     | 0     |                 |
| 1.ª | 2002          | 36            | 0     | -     | -                   | -                   | -                          | 36                         | 0     | 0     |                 |
| 1.ª | 2003          | 18            | 0     | -     | -                   | -                   | -                          | 18                         | 0     | 0     |                 |
| Total club | Total club    | 117           | 0     | -     | -                   | -                   | -                          | 117                        | 0     | 0     |                 |
| Boca Juniors Argentina |               |               |       |       |                     |                     |                            |                            |       |       |                 |
| 1.ª | 2003-04       | 16            | 0     | 0     | 0                   | 13                  | 0                          | 29                         | 0     | 0     |                 |
| Total club | Total club    | 16            | 0     | 0     | 0                   | 13                  | 0                          | 29                         | 0     | 0     |                 |
| Atlético de Madrid · España |               |               |       |       |                     |                     |                            |                            |       |       |                 |
| 1.ª | 2004-05       | 33            | 0     | 6     | 0                   | 6                   | 0                          | 45                         | 0     | 0     |                 |
| 1.ª | 2005-06       | 34            | 0     | 3     | 0                   | -                   | -                          | 37                         | 0     | 0     |                 |
| 1.ª | 2006-07       | 26            | 0     | 4     | 0                   | -                   | -                          | 30                         | 0     | 0     |                 |
| 1.ª | 2007-08       | 30            | 0     | 5     | 0                   | 8                   | 0                          | 43                         | 0     | 0     |                 |
| 1.ª | 2008-09       | 26            | 0     | 3     | 0                   | 8                   | 0                          | 37                         | 0     | 0     |                 |
| 1.ª | 2009-10       | 28            | 0     | 7     | 0                   | 14                  | 0                          | 49                         | 0     | 0     |                 |
| 1.ª | 2010-11       | 28            | 0     | 6     | 0                   | 5                   | 0                          | 39                         | 0     | 0     |                 |
| 1.ª | 2011-12       | 19            | 0     | 0     | 0                   | 15                  | 0                          | 34                         | 0     | 0     |                 |
| Total club | Total club    | 224           | 0     | 34    | 0                   | 56                  | 0                          | 314                        | 0     | 0     |                 |
| Cruz Azul · México |               |               |       |       |                     |                     |                            |                            |       |       |                 |
| 1.ª | 2012-13       | 39            | 3     | 2     | 0                   | -                   | -                          | 41                         | 3     | 0,07  |                 |
| 1.ª | 2013-14       | 31            | 2     | 0     | 0                   | 6                   | 0                          | 37                         | 2     | 0,05  |                 |
| Total club | Total club    | 70            | 5     | 2     | 0                   | 6                   | 0                          | 78                         | 5     | 0,06  |                 |
| Total carrera | Total carrera | Total carrera | 427   | 5     | 36                  | 0                   | 75                         | 0                          | 538   | 5     | 0,01            |
| (1) Incluye datos de Copa del Rey (2004-12); Copa México (2012-13). (2) Incluye datos de Copa Libertadores (2003-04); Copa Intercontinental (2003); Copa Intertoto (2004-05); Europa League (2007-08) y (2009-12); Liga de Campeones de la UEFA (2007-09); Supercopa de Europa (2010); Liga de Campeones de la Concacaf (2013-14). |               |               |       |       |                     |                     |                            |                            |       |       |                 |

## Estadísticas como entrenador

### Como asistente técnico
| Club                   | País     | Año           | Asistente de   |
| ---------------------- | -------- | ------------- | -------------- |
| Junior de Barranquilla | Colombia | 2020          | Julio Comesaña |
| Selección Absoluta     | Colombia | 2022-presente | Néstor Lorenzo |

### Como entrenador
| Club                          | País     | Año         |
| ----------------------------- | -------- | ----------- |
| Atlético de Madrid Cadete "C" | España   | 2018        |
| Itagüí Leones                 | Colombia | 2018 - 2019 |
| Junior de Barranquilla        | Colombia | 2020 - 2021 |

### Estadística como entrenador
| Equipo                   | Div.         | Temporada    | Liga | Liga | Liga | Liga | Liga |    | Copa | Copa | Copa | Copa |    | Internacional | Internacional | Internacional | Internacional | Internacional |    | Totales | Totales     | Totales | Totales | Totales | Totales | Totales | Totales |
| Equipo                   | Div.         | Temporada    | PD   | G    | E    | P    | Pos. | PD | G    | E    | P    | PD   | G  | E             | P             | Pos.          | PD            | G             | E  | P       | Rendimiento | GF      | GC      | Dif.    |         |         |         |
| ------------------------ | ------------ | ------------ | ---- | ---- | ---- | ---- | ---- | -- | ---- | ---- | ---- | ---- | -- | ------------- | ------------- | ------------- | ------------- | ------------- | -- | ------- | ----------- | ------- | ------- | ------- | ------- | ------- | ------- |
| Itagüí Leones · Colombia | 1.ª          | 2018-II      | 11   | 0    | 5    | 6    | 20.° | 4  | 0    | 2    | 2    | -    | -  | -             | -             | -             | 15            | 0             | 7  | 8       | 15.56%      | 13      | 23      | -10     |         |         |         |
| Itagüí Leones · Colombia | 2.ª          | 2019         | 21   | 8    | 7    | 6    | Inc. | 6  | 2    | 2    | 2    | -    | -  | -             | -             | -             | 27            | 10            | 9  | 8       | 48.15%      | 30      | 31      | -1      |         |         |         |
| Itagüí Leones · Colombia | Total        | Total        | 32   | 8    | 12   | 12   | -    | 10 | 2    | 4    | 4    | -    | -  | -             | -             | -             | 42            | 10            | 16 | 16      | 36.51%      | 43      | 54      | -11     |         |         |         |
| Junior · Colombia        | 1.ª          | 2020         | 16   | 7    | 6    | 3    | 1/2  | 2  | 0    | 1    | 1    | 10   | 5  | 1             | 4             | 1/4           | 28            | 12            | 8  | 8       | 52.38%      | 39      | 30      | +9      |         |         |         |
| Junior · Colombia        | 1.ª          | 2021-I       | 22   | 10   | 6    | 6    | 1/2  | -  | -    | -    | -    | 10   | 4  | 4             | 2             | FG            | 32            | 14            | 10 | 8       | 54.17%      | 42      | 28      | +14     |         |         |         |
| Junior · Colombia        | 1.ª          | 2021-II      | 5    | 1    | 3    | 1    | Inc. | -  | -    | -    | -    | 2    | 1  | 0             | 1             | 1/8           | 7             | 2             | 3  | 2       | 42.86%      | 7       | 8       | -1      |         |         |         |
| Junior · Colombia        | Total        | Total        | 43   | 18   | 15   | 10   | -    | 2  | 0    | 1    | 1    | 22   | 10 | 5             | 7             | -             | 67            | 28            | 21 | 18      | 52.24%      | 88      | 66      | +22     |         |         |         |
| Total Clubes             | Total Clubes | Total Clubes | 75   | 26   | 27   | 22   | -    | 12 | 2    | 5    | 5    | 22   | 10 | 5             | 7             | -             | 109           | 38            | 37 | 34      | 46.17%      | 131     | 120     | +11     |         |         |         |
| 1. 2.                    |              |              |      |      |      |      |      |    |      |      |      |      |    |               |               |               |               |               |    |         |             |         |         |         |         |         |         |

## Palmarés

### Títulos nacionales
| Título                        | Club                   | País      | Año     |
| ----------------------------- | ---------------------- | --------- | ------- |
| Primera A                     | Independiente Medellín | Colombia  | II-2002 |
| Primera División de Argentina | Boca Juniors           | Argentina | A-2003  |
| Copa México                   | Cruz Azul              | México    | 2013    |

### Títulos internacionales
| Título                    | Club               | Sede     | Año  |
| ------------------------- | ------------------ | -------- | ---- |
| Copa Intercontinental     | Boca Juniors       | Japón    | 2003 |
| Copa Intertoto de la UEFA | Atlético de Madrid | España   | 2007 |
| UEFA Europa League        | Atlético de Madrid | Hamburgo | 2010 |
| Supercopa de Europa       | Atlético de Madrid | Mónaco   | 2010 |
| UEFA Europa League        | Atlético de Madrid | Bucarest | 2012 |
| Liga de Campeones         | Cruz Azul          | México   | 2014 |

### Distinciones individuales
| Distinción                                          | Año  |
| --------------------------------------------------- | ---- |
| Insignia de Oro y Brillantes del Atlético de Madrid | 2012 |